# John Bratby
John Randall Bratby, RA, né le 19 juillet 1928 à Wimbledon quartier du borough londonien de Merton au sud-ouest de Charing Cross à Londres et mort le 20 juillet 1992 à Hastings, comté du Sussex de l'Est en Angleterre, est un peintre et écrivain anglais qui a fondé le Kitchen sink realism (en) qui a une influence à la fin des années 1950. Il fait des portraits de sa famille et de personnalités célèbres. Ses œuvres sont vues à la télévision et au cinéma et se trouvent désormais les collections de plusieurs musées,. Bratby est intronisé à la Royal Academy of Arts en 1971. Quatre de ses tableaux sont accrochés dans le bar-restaurant Bratby de l'université de Birmingham baptisé en son honneur,.

## Formation
Il est diplômé en Arts de l'université Kingston en 1950 puis intègre le Royal College of Art, achevant ses études en 1954. Il peint des paysages, des natures mortes, des portraits et des compositions de personnages, et a sa première exposition personnelle cette même année à la Beaux Arts Gallery (en) de Londres. Ayant reçu une bourse pendant ses années de collège, il saisit l'occasion de voyager en Italie. Cependant, l'expérience le laisse sans inspiration artistique et sans intérêt pour les voyages.

## Carrière

### Artiste
Bratby est considéré comme le fondateur du Kitchen sink realism (en), un mouvement dans lequel les artistes utilisent des objets du quotidien, comme des poubelles et des bouteilles de bière comme sujets de leurs œuvres, qui sont souvent des portraits ou des peintures surchargés. Il commence au début des années 1950 et est considéré comme une figure du mouvement "Angry Young Men" de John Osborne. Les artistes Edward Middleditch (en) et Jack Smith (artist) (en) sont également actifs dans le développement du mouvement. Il réalise la peinture murale Golgotha pour la chapelle St Martin de Lancaster en 1965. Danes les années 60 et les années 70, Bratby se fait connaître à la télévision et à la radio et est l'un des artistes les plus connus de sa génération. Il s'est mêlé à des célébrités pour une série de portraits, dont celui de Billie Whitelaw. Dans les années 1980, il voyage et peint les villes qu'il visite. Il réalise des portraits intimes de sa femme et des autoportraits. Il continue à peindre avec des couleurs vives, mais développe «une économie de ligne» puis son travail tombe en disgrâce avec l'émergence du Pop art, mais ses peintures reprennent de la valeur et du soutien critique à partir des années 2000. Paul McCartney est un collectionneur de ses œuvres. McCartney a donné à Bratby deux heures dans son studio en 1967, la séance permettant de réaliser trois portraits,,,.

### Intertextualité
En 1958, Bratby créé des œuvres pour l'artiste fictif Gulley Jimson dans le film De la bouche du cheval avec Alec Guinness. Une partie de la peinture de Bratby Four Lambrettas and Three Portraits of Janet Churchman (1958) figure sur la couverture de l'album Kill to Get Crimson de Mark Knopfler en 2007. Ses peintures sont présentées dans l'adaptation en mini-série télévisée du roman de 1984 Mistral's Daughter de Judith Krantz, à propos d'un artiste.

### Écrivain
Il écrit les romans Breakdown (1960), Breakfast and Elevenses (publié par Hutchinson; 1961) et Brake Pedal Down (1962). Il écrit également un livre sur Stanley Spencer en 1970.

## Vie privée
Bratby épouse la peintre Jean Cooke (en) de 1953 à 1975. Il est décédé le 20 juillet 1992 à Hastings, dans le Sussex, d'une crise cardiaque, laissant sa veuve, Patti Rosenburg et un fils David, né en 1955.